# Peter Mayer (Landrat)
Peter Mayer (* 21. Juli 1885 in Nagyszentmiklós, Ungarn; † 19. Januar 1962 in Kehl) war ein deutscher Verwaltungsbeamter.

## Werdegang
Nach dem Besuch der Volks- und Bürgerschule in Nagyszentmiklós ließ er sich zum Schriftsetzer ausbilden. Im Anschluss leistete er Militärdienst als Infanterist der k.u.k. Armee. 1910 kam er nach Freiburg im Breisgau. Dort engagierte er sich in der Volksbildung und war Mitglied der Reichsleitung der studentischen Unterrichtskurse für Arbeiter. Während des Ersten Weltkriegs wurde er als Soldat an der Front in Russland und in Italien eingesetzt.
Nach Kriegsende war er 1919 Mitbegründer der Volkshochschule in Freiburg. 1921 erwarb er die deutsche Staatsangehörigkeit und nahm an der Universität Freiburg ein Studium der Rechts- und Kameralwissenschaften auf, das er 1924 abschloss. Ab 1924 war er als Sekretär der SPD im badischen Oberland tätig und wurde 1925 in den Freiburger Stadtrat gewählt. Nach der Machtübernahme der Nationalsozialisten emigrierte er 1933 nach Frankreich. Nach der deutschen Besetzung des Landes wurde er durch die Gestapo verhaftet. Nach Kriegsende kehrte er nach Deutschland zurück.
Nach dem Rücktritt von Karl Ludwig Schecher wurde Mayer am 1. Juli 1947 kommissarisch mit dessen Amtsgeschäften als Landrat des Landkreises Kehl betraut. Mit Wirkung vom 1. Oktober 1949 wurde er offiziell Landrat. Seine Pensionierung erfolgte 1951.

## Ehrungen
- 1952: Verdienstkreuz am Bande der Bundesrepublik Deutschland